# Hleb Harbus
Hleb Harbus (meist in der englischen Transkription Hleb Harbuz; belarussisch Глеб Гарбуз; * 17. März 1994 in Minsk) ist ein belarussischer Handballspieler.

## Karriere

### Verein
Hleb Harbus spielte ab 2011 für den belarussischen Erstligisten HC Dinamo Minsk, mit dem er 2012 und 2013 die belarussische Meisterschaft sowie 2013 den belarussischen Pokal gewann. Nach dem Rückzug Dinamos wechselte der 1,94 m große linke Rückraumspieler im Sommer 2014 zum russischen Erstligisten GK Newa St. Petersburg. Nach einer Saison wechselte er zum österreichischen Erstligisten Handball Tirol. Nach Ablauf seines Zweijahresvertrages lief er bis Dezember 2017 für den ukrainischen Verein HK Motor Saporischschja auf. Anschließend kehrte er nach Belarus zu SKA Minsk zurück. Im Januar 2019 verpflichtete ihn der Schweizer Erstligist HC Kriens-Luzern. Harbus wurde mit 163 Toren Topscorer der aufgrund der Covid-19-Pandemie abgebrochenen Handball League 2019/20. Bei den Swiss Handball Awards 2020 erhielt er den Preis als bester Spieler dieser Spielzeit. Seit Sommer 2022 steht Harbus beim Schweizer GC Amicitia Zürich unter Vertrag.

### Nationalmannschaft
Mit der belarussischen Nationalmannschaft belegte Harbus bei der Europameisterschaft 2018 den zehnten Platz. Er verwandelte vier von neun Siebenmeterwürfen in weniger als zwei Minuten Einsatzzeit in vier Partien. Insgesamt bestritt er sechs Länderspiele, in denen er sieben Tore erzielte.